# Barbara und Michael Leisgen
Barbara (* 18. August 1940 in Gengenbach; † 24. April 2017 in Aachen) und  Michael Leisgen (* 30. März 1944 in Spital am Pyhrn in  Österreich) ist ein deutsches Künstlerehepaar.

## Barbara Leisgen
Barbara Leisgen wurde 1940 in Gengenbach geboren und studierte von 1961 bis 1967 an der Staatlichen Akademie der Bildenden Künste Karlsruhe bei Horst Antes.
Von 1991 bis 2006 war sie Professorin an der École nationale supérieure des beaux-arts in Paris.

## Michael Leisgen
Michael Leisgen wurde 1944 in Spital am Pyhrn in Österreich geboren. Von 1965 bis 1969 studierte er an der Staatlichen Akademie der Bildenden Künste Karlsruhe bei Georg Meistermann.
Leisgen fotografiert seit 1970 und macht Videos. 1974 bekam er ein Arbeitsstipendium der Stadt Aachen, 1979 ein Arbeitsstipendium des Kulturkreises Köln und 1981 ein Arbeitsstipendium der Stiftung Kunstfonds in Bonn, bevor er schließlich als Kunsterzieher am Einhard-Gymnasium in Aachen hauptberuflich übernommen wurde, wo er später unter anderem auch die Gestaltung der neuen Fassade des Schulgebäudes entworfen hat.

## Leben und Werk
Barbara und Michael Leisgen arbeiten seit 1970 zusammen und stellen ausschließlich gemeinsam aus. Das Fotografen-Duo lebt und arbeitet seit 1970 in Aachen und Paris.
Dem Ehepaar Leisgen ist es mit Hilfe eines selbst entwickelten Verfahrens gelungen, das Sonnenlicht fotografisch festzuhalten. Sie gehören zu den Begründern der Lichtkunst.
Darüber hinaus leisten sie einen Beitrag zur Experimentellen Fotografie und der Environment-Kunst, die sich mit dem Verhältnis von Objekt und Umgebung auseinandersetzt.
Bekannte Werkgruppen sind die Sonnenzeichnungen, die Fotos der großen Köpfe, die Stierkampf-Serie und die Hommage an Walter Benjamin.

## Einzelausstellungen (Auswahl)
- 2016 Lichtspiele, Beta Pictoris Gallery / Maus Contemporary, Birmingham, AL[5]
- 2006 Galerie Artiscope, Brüssel, Belgien
- 2005 Axel Vervoordt Anvers Wijnegem, Belgien (Curated by Nathalie Parienté)
- 2004 Galerie art Enger, Eschweiler
- 2000 Ludwig Forum für Internationale Kunst, Aachen
- 1997 Maison européenne de la photographie, Paris, Frankreich
- 1996 Galerie Nei Liicht, Luxemburg
- 1994 Galerie Vega, Plainevaux, Belgien
- 1990 L’Ecole de Nîmes, Hôtel Rivet, Nîmes, Frankreich
- 1989 Provinciaal Museum voor Moderne Kunst PMMK, Ostende, Belgien
- 1988 Heidelberger Kunstverein
- 1987 Musée municipal de La Roche-sur-Yon
- 1987 Ludwig Forum für Internationale Kunst, Aachen
- 1986 Kunstraum/Kunstfonds (mit Erika Kiffl), Bonn
- 1982 Museum Kunstpalast Düsseldorf
- 1978 Centre d’Arts Plastiques Contemporains (CAPC), Bordeaux, Frankreich
- 1978 ARC, Musée d’art moderne de la Ville de Paris, Frankreich
- 1975 Palais des Beaux-Arts de Bruxelles, Brüssel, Belgien

## Gruppenausstellungen (Auswahl)
- 2016 The Sun Placed in the Abyss, Columbus Museum of Art, Columbus, OH
- 2016 Sublime, Centre Pompidou-Metz, Metz
- 2011 Benefizauktion Zug, Neuer Aachener Kunstverein, Aachen
- 2008 CO2 – Infinit Brussels, National Museum of Contemporary Art (MNAC), Bukarest
- 2006 LIGHTS ON, Artiscope, Brüssel
- 2003 Zwischen Himmel und Erde, PMMK, Ostende, Belgien
- 1998 Plus de Lumière, rue Montorgueil – Saint-Eustache, Paris, in Zusammenarbeit mit: Jean-Michel Alberola, Christian Boltanski, Pierre Buraglio und Annette Messager.
- 1994 Wir hier, Westdeutscher Künstlerbund, Kunsthalle Recklinghausen
- 1990 Ressource Kunst, Kunsthalle Budapest, Ungarn
- 1985 Lisible/Illisible Centre Georges Pompidou, Paris, Frankreich
- 1977 documenta 6, Kassel
- 1975 Neue Medien Kunsthalle Malmö, Schweden
- 1975 IXème Biennale de Paris, Frankreich